# Espiritu-Santo-Antilopenziesel
Der Espiritu-Santo-Antilopenziesel (Ammospermophilus insularis) ist eine Hörnchenart aus der Gattung der Antilopenziesel (Ammospermophilus). Er kommt endemisch auf der Isla Espíritu Santo im Golf von Kalifornien vor. Der Artstatus des Ziesels ist unklar und er wird teilweise als Unterart des Weißschwanz-Antilopenziesels (Ammospermophilus leucurus) betrachtet.

## Merkmale
Der Espiritu-Santo-Antilopenziesel erreicht eine Kopf-Rumpf-Länge von etwa 21 bis 24 Zentimetern und eine Schwanzlänge von 7,1 bis 7,8 Zentimetern. Die Rückenfärbung ist grau bis stahlgrau, der Kopf entspricht dem Rücken in der Färbung. An beiden Seiten zieht sich je ein weißer Streifen über die Flanken und der Bauch ist cremeweiß bis weiß. Die Schnauze und die Beine besitzen eine orange- bis rostfarbene Einfärbung. Der Schwanz ist grau meliert mit einer weißen Unterseite und einem schwarzen Band nahe der Schwanzspitze.
Nach Thorington et al. 2012 gibt es keine genetischen Unterschiede zwischen dem Espiritu-Santo-Antilopenziesel und dem Weißschwanz-Antilopenziesel (Ammospermophilus leucurus) auf dem nordamerikanischen Festland, letzterer besitzt jedoch einen dritten oberen Molar, der der Inselform fehlt.

## Verbreitung

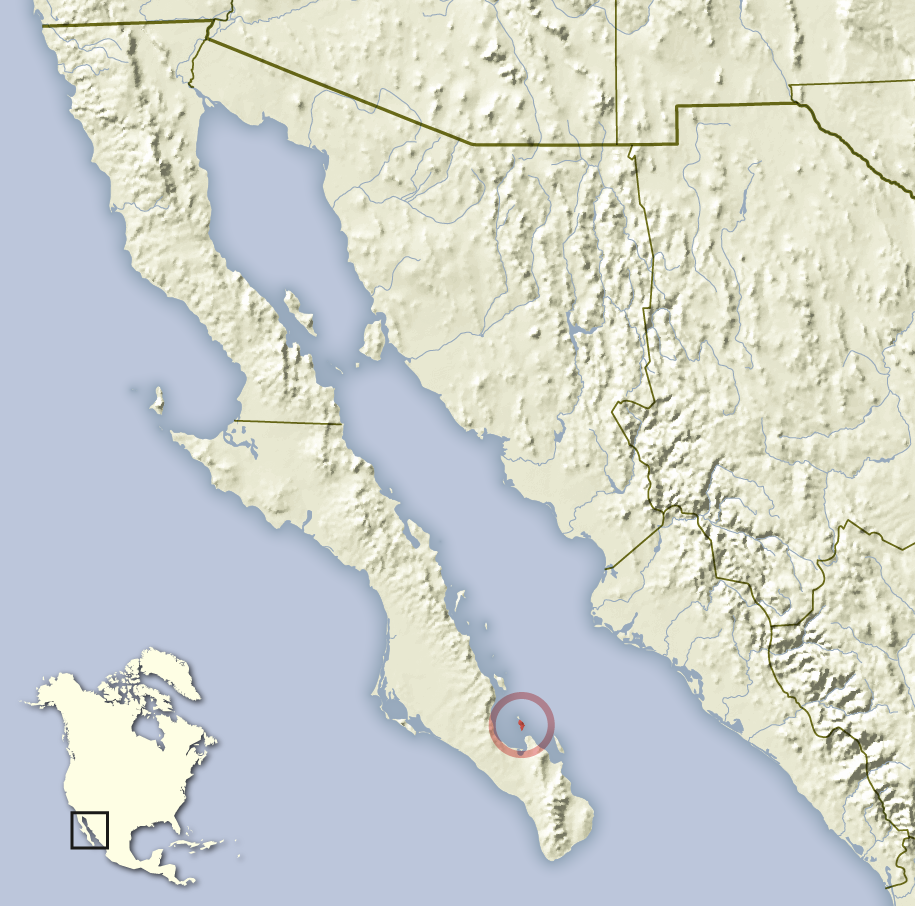
Verbreitungsgebiet des Espiritu-Santo-Antilopenziesels auf der Isla Espíritu Santo

Der Espiritu-Santo-Antilopenziesel kommt endemisch auf der Isla Espíritu Santo vor, die zum mexikanischen Bundesstaats Baja California Sur gehört und etwa 32 Kilometer nördlich von La Paz im Golf von Kalifornien liegt.

## Lebensweise
Die Insel Espíritu Santo ist als süßwasserlose Vulkaninsel geprägt von steinigen Hügeln und flachen Bergen. Die Tiere leben entsprechend in wüstenartigen, trockenen Lebensräumen mit Gebüschen der Gattungen Prosopis, Ambrosia und Acacia und Kakteen der Gattungen Pachycereus, Stenocereus und Opuntia sowie anderen trockenheitsangepassten Pflanzen.
Der Espiritu-Santo-Antilopenziesel ist tagaktiv, über seine Lebensweise liegen nur sehr wenige Angaben vor. Die Tiere kommunizieren über sehr hohe Triller miteinander. Neben der Art tritt als einziges weiteres endemisches Säugetier der Insel der Espiritu-Santo-Hasen (Lepus insularis) auf.

## Systematik
Der Espiritu-Santo-Antilopenziesel wird als eigenständige Art innerhalb der Gattung der Antilopenziesel (Ammospermophilus) eingeordnet, die aus fünf Arten besteht. Die wissenschaftliche Erstbeschreibung stammt von Edward William Nelson und Edward Alphonso Goldman aus dem Jahr 1909, den Holotyp, ein ausgewachsenes Weibchen, hatten beide Wissenschaftler drei Jahre zuvor auf der Insel Espiritu Santo gesammelt. Sie führten die Beschreibung unter der Bezeichnung Ammospermophilus leucurus insularis und damit als Unterart des Weißschwanz-Antilopenziesels (Ammospermophilus leucurus) durch. Einige Autoren unterstützen diese Meinung, andere sehen den Espiritu-Santo-Antilopenziesel als eigenständig an, wobei möglicherweise eine nahe Verwandtschaft mit dem Harris-Antilopenziesel (Ammospermophilus harrisii) besteht.
Innerhalb der Art werden neben der Nominatform keine weiteren Unterarten unterschieden.

## Status, Bedrohung und Schutz
Der Espiritu-Santo-Antilopenziesel wird von der International Union for Conservation of Nature and Natural Resources (IUCN) als Unterart des Weißschwanz-Antilopenziesels (Ammospermophilus leucurus) betrachtet und führt ihn entsprechend nicht in der Roten Liste.